# Andromeda X
Andromeda X (And X) è una galassia nana sferoidale (dSph) situata nella costellazione di Andromeda alla distanza di circa 2,9 milioni di anni luce dalla Terra.
È una galassia satellite della Galassia di Andromeda (M31) e quindi fa parte del Gruppo Locale. È stata scoperta nel 2005 dal gruppo di ricerca di D.B. Zucker.